# Prima Doamnă a României
Prima Doamnă a României este denumirea onorifică neoficială pentru soția președintelui României. 

## În prezent
Actuala Primă Doamnă este Mirabela Grădinaru, partenera președintelui Nicușor Dan. În prezent trăiesc încă patru dintre precedentele prime doamne: Carmen Iohannis, soția lui Klaus Iohannis, Maria Băsescu, soția lui Traian Băsescu; Nina Iliescu, soția lui Ion Iliescu și Nadia Ileana Bogorin, soția lui Emil Constantinescu. Elena Ceaușescu, soția președintelui României comuniste, Nicolae Ceaușescu, a murit executată, la Revoluția Română din 1989.

## Lista Primelor Doamne
| Imagine | Nume                 | Termen                                     | Președinte          |
| ------- | -------------------- | ------------------------------------------ | ------------------- |
|         | Elena Ceaușescu      | 28 martie 1974 – 22 decembrie 1989         | Nicolae Ceaușescu   |
|         | Nina Iliescu         | 22 decembrie 1989 – 29 noiembrie 1996      | Ion Iliescu         |
|         | Nadia Ileana Bogorin | 29 noiembrie 1996 – 20 decembrie 2000      | Emil Constantinescu |
|         | Nina Iliescu         | 20 decembrie 2000 – 20 decembrie 2004      | Ion Iliescu         |
|         | Maria Băsescu        | 20 decembrie 2004 – 20 aprilie 2007        | Traian Băsescu      |
|         | Marilena Văcăroiu    | 20 aprilie 2007 – 23 mai 2007 (interimar)  | Nicolae Văcăroiu    |
|         | Maria Băsescu        | 23 mai 2007 – 23 iulie 2012                | Traian Băsescu      |
|         | Adina Ioana Vălean   | 23 iulie 2012 – 27 august 2012 (interimar) | Crin Antonescu      |
|         | Maria Băsescu        | 27 august 2012 – 21 decembrie 2014         | Traian Băsescu      |
|         | Carmen Iohannis      | 21 decembrie 2014 – 12 februarie 2025      | Klaus Iohannis      |
|         | vacant               | 12 februarie – 26 mai 2025 (interimar)     | Ilie Bolojan        |
|         | Mirabela Grădinaru   | 26 mai 2025 – prezent                      | Nicușor Dan         |